# Une séance de cinématographe
Une séance de cinématographe è un cortometraggio del 1902 diretto da Ferdinand Zecca.